# BFC Daugavpils
Maillots
Actualités
Le Bērnu Futbola Centrs Daugavpils ou BFC Daugavpils est un club letton de football fondé en 2009 et basé à Daugavpils.

## Histoire
Le club est fondé en 2009 en tant que réserve du Dinaburg FC. Après la fusion du FC Daugava avec le Dinaburg FC, le club démarre en deuxième division. La saison suivante, le Dinaburg FC est rétrogradé puis dissous pour un scandale de corruption. L'équipe du FC Daugava se voit proposer et accepte une place en première division, le club est pris sous contrôle du FC Daugava et se nomme Daugava Daugavpils II. En 2011 il devient indépendant et prend le nom de BFC Daugavpils.
En 2013 il termine à la première place de la deuxième division et participe pour la première fois à la Virsliga, la première division lettone, pour la saison 2014. Le BFC Daugavpils y retrouve le FC Daugava, mais ce dernier sera rétrogradé en fin de saison.
Le BFC Daugavpils séjourne trois saisons en première division, il sera relégué en deuxième division après la saison 2016. Après deux saisons en 1.Liga il retourne dans l'élite en 2019.

### Maintien en première division (depuis 2019)
Depuis sa remontée dans l'élite, le BFC Daugavpils parvient toujours à se maintenir malgré un faible budget dû à la mairie qui ne soutien pas le club financièrement. La saison 2024 du club est particulièrement réussie avec une cinquième place. Devant les déboires extra-sportifs de Valmiera, le club accède aux tours préliminaires de Conférence League mais est éliminé dès le premier tour face aux albanais du KF Vllaznia Shkodër (4 - 3). 

## Bilan sportif

### Palmarès
- Championnat de Lettonie de deuxième division
  - Champion (2) : 2013, 2018

### Bilan par saison
| Saison | Championnat | Championnat | Championnat | Championnat | Championnat | Championnat | Championnat | Championnat | Championnat | Championnat | Coupe de Lettonie   |
| Saison | Division    | Pos         | Pts         | J           | V           | N           | D           | BP          | BC          | Diff        | Coupe de Lettonie   |
| ------ | ----------- | ----------- | ----------- | ----------- | ----------- | ----------- | ----------- | ----------- | ----------- | ----------- | ------------------- |
| 2010   | 2e          | 7e          | 24          | 22          | 7           | 3           | 12          | 28          | 35          | -7          | N/A                 |
| 2011   | 2e          | 8e          | 29          | 24          | 8           | 5           | 11          | 37          | 57          | -20         | Seizièmes de finale |
| 2012   | 2e          | 4e          | 52          | 26          | 15          | 7           | 4           | 49          | 20          | +29         | Huitièmes de finale |
| 2013   | 2e          | 1er         | 79          | 30          | 25          | 4           | 1           | 104         | 16          | +88         | Huitièmes de finale |
| 2014   | 1re         | 8e          | 29          | 36          | 8           | 5           | 23          | 30          | 65          | -35         | Demi-finales        |
| 2015   | 1re         | 6e          | 14          | 24          | 2           | 8           | 14          | 14          | 37          | -22         | Huitièmes de finale |
| 2016   | 1re         | 8e          | 14          | 28          | 2           | 5           | 21          | 13          | 56          | -43         | Demi-finales        |
| 2017   | 2e          | 3e          | 47          | 22          | 15          | 2           | 5           | 58          | 14          | +44         | Huitièmes de finale |
| 2018   | 2e          | 1er         | 67          | 25          | 22          | 1           | 2           | 131         | 16          | +115        | Quarts de finale    |
| 2019   | 1re         | 8e          | 31          | 32          | 8           | 7           | 17          | 27          | 50          | -23         | Quarts de finale    |
| 2020   | 1re         | 8e          | 20          | 27          | 5           | 5           | 17          | 30          | 48          | -18         | Huitièmes de finale |
| 2021   | 1re         | 6e          | 32          | 28          | 9           | 5           | 14          | 37          | 53          | -16         | Quarts de finale    |
| 2022   | 1re         | 7e          | 34          | 36          | 9           | 7           | 20          | 30          | 67          | -37         | Huitièmes de finale |
| 2023   | 1re         | 7e          | 36          | 36          | 9           | 9           | 18          | 40          | 52          | -12         | Huitièmes de finale |
| 2024   | 1re         | 5e          | 42          | 36          | 11          | 9           | 16          | 43          | 60          | -17         | Huitièmes de finale |

Légende
- Promotion en division supérieure
- Relégation en division inférieure

### Bilan européen
Note : dans les résultats ci-dessous, le score du club est toujours donné en premier
| Saison    | Compétition      | Tour           | Club             | Domicile | Extérieur | Total |
| --------- | ---------------- | -------------- | ---------------- | -------- | --------- | ----- |
| 2025-2026 | Ligue Conférence | Premier tour Q | Vllaznia Shkodër | 2 - 4    | 1 - 0     | 3 - 4 |

Légende
- Victoire ou qualification pour le tour suivant
- Match nul
- Défaite ou élimination de la compétition